# 미라 박물관
미라 박물관(Mummification Museum)은 이집트 룩소르에 위치한 고고학 박물관이다. 고대 이집트의 미라에 특화된 전시를 선보이는 박물관이다.
고대 이집트의 도시 테베가 있었던 룩소르에서도 룩소르 신전의 북쪽, 나일강이 내려다보이는 미나 팰리스 호텔 앞에 자리해 있다.

## 역사
이 박물관은 방문객들에게 고대 미라 제작 기술을 이해할 수 있도록 하는 취지에서 설립되었다. 고대 이집트인들은 죽은 사람뿐만 아니라 다양한 종에 방부 처리 기술을 활용했다. 이 독특한 박물관에는 고양이, 물고기, 악어 등의 동물 미라가 전시되어 있으며, 사용된 도구에 대해서도 알아볼 수 있다.
1990년대 이집트 대통령이 과거 방문자 센터로 쓰였던 건물의 소관을 기존 관광부에서 문화부(최고유물평의회)로 이관 명령을 내림과 동시에 활용방안에 논의하면서 시작되었다. 1997년 호스니 무바라크 대통령이 참석한 가운데 정식 개관하였다.

## 시설

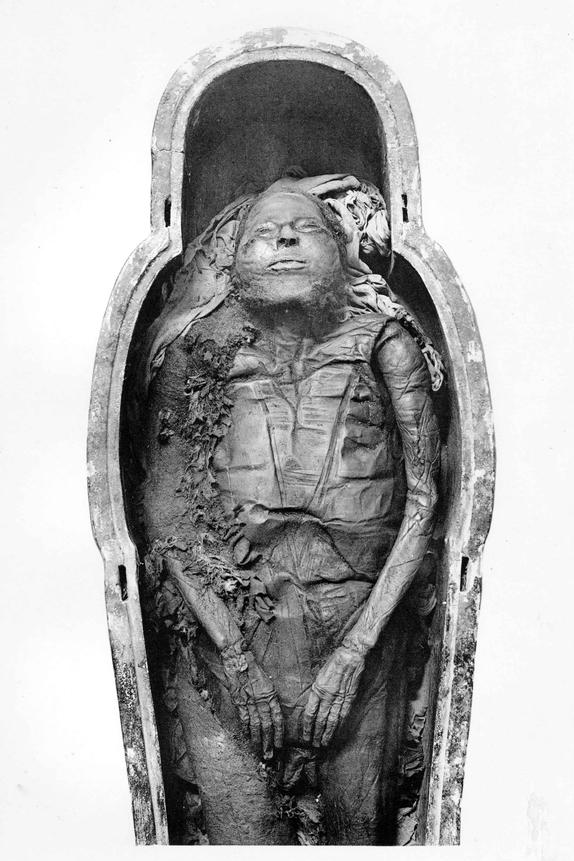
이집트 제21왕조 아문 대사제단 마사라하르타의 미라. 과거 이집트 박물관에 소장되어 있던 것이다.

과거 방문객 센터를 리모델링하여 건설한 미라 박물관은 총면적이 2,035m²에 달하며, 유물 전시관과 강당, 시청각실, 카페테리아 등의 시설을 갖추고 있다.
- 유물의 전당
- 강당
- 비디오 룸
- 카페테리아

유물 전시관은 두 관으로 나뉘는데 첫번째는  오르막으로 된 복도로서, 영국 런던 대영박물관에 전시된 아니의 파피루스와 후네페르의 파피루스에서 발췌한 10개의 명판을 볼수 있다. 여기서는 사망 시점부터 매장까지의 장례 과정을 조명할 수 있다.
두번째는 복도 끝에서부터 시작되며, 총 19개 전시실에 60점의 유물이 배치되어 있으며, 아래 11가지 주제에 초점을 맞추어 전시가 구성되어 있다.
- 고대 이집트의 신들
- 방부처리 재료
- 유기물
- 방부액
- 미라 제작 도구
- 카노푸스 단지
- 우샤브티스
- 부적
- 파디아문의 관
- 마사하르타의 미라
- 동물 미라

## 같이 보기
- 이집트의 박물관 목록